# Webbovo prvo globoko polje
Webbovo prvo globoko polje je prva operativna slika vesoljskega teleskopa James Webb in prikazuje jato galaksij SMACS 0723; 4,6 milijarde svetlobnih let od Zemlje. Sestavljeno sliko, ki je bila javno objavljena 11. julija 2022, je posnela kamera bližnjega infrardečega teleskopa (NIRCam) in pokriva majhen del neba Zemljine južne poloble. Na sliki je vidnih na tisoče galaksij in je slika najvišje ločljivosti zgodnjega vesolja, ki je bila kadarkoli posneta.

## Ozadje
Vesoljski teleskop James Webb (JWST) izvaja infrardečo astronomijo. Webbovo prvo globoko polje je posnela teleskopova kamera bližnjega infrardečega spektra (NIRCam) in je sestavljena iz slik različnih valovnih dolžin s skupno osvetlitvijo 12,5 ur. Fotografija je presegla najgloblje globine infrardečega sevanja, ki ga lahko zazna vesoljski teleskop Hubble. Vesoljsko plovilo od 24. januarja 2022 kroži okoli Zemljine druge Lagrangeove točke (L2), približno 15×106 km (9.000.000 mi) od Zemlje. Na L2 gravitacijski sili Sonca in Zemlje ohranjata gibanje teleskopa okoli Sonca sinhronizirano z Zemljinim.
SMACS 0723 je skupina galaksij na nebu Zemljine južne poloble in so jo v preteklosti pogosto preiskovali Hubble in drugi teleskopi v iskanju globoke preteklosti.

## Znanstveni rezultati
Slika prikazuje jato galaksij SMACS 0723, kot se je pojavila pred 4,6 milijarde let. Webbova slika pokriva delček neba s kotno velikostjo v približni velikosti zrna peska na površju Zemlje. Številne upodobljene kozmološke entitete so doživele opazen rdeči premik zaradi širjenja vesolja na izjemno razdaljo svetlobe, ki seva iz njih.
Skupna masa jate galaksij je delovala kot gravitacijska leča in povečala veliko bolj oddaljene galaksije za seboj. Webbova kamera NIRCam je oddaljene galaksije ostro izostrila in razkrila drobne, šibke ter doslej še nikoli videne strukture, vključno z zvezdnimi kopicami in razpršenimi elementi.

## Pomembnost
Globoko polje je do sedaj slika najstarejšega vesolja v najvišji ločljivosti.
Webbovo prvo globoko polje je prva polna obarvana slika JWST in infrardeči pogled vesolja z najvišjo ločljivostjo doslej. Slika razkriva na tisoče galaksij v majhnem koščku ogromnega vesolja, Webbov oster pogled v bližnjem infrardečem spektru pa je razkril šibke strukture v izjemno oddaljenih galaksijah in ponuja najbolj podroben pogled na zgodnje vesolje. Na tisoče galaksij, z vključno najšibkejšimi objekti v infrardečem sevanju, je bilo tako prvič opaženih v Webbovem polju.
Javnosti ga je prvič razkril predsednik ZDA Joe Biden med dogodkom v Beli hiši 11. julija 2022.